# Francis Carr (Autor)
Francis Carr (* 1924 in Warwick; † 2009) war ein britischer Historiker und Sachbuchautor.

## Leben und Wirken
Carr ist studierter Historiker und arbeitete als Privatsekretär für ein britisches Parlamentsmitglied. Sieben Jahre lang gab er die Geschichtszeitschrift „Past and Future“ heraus. Danach gründete er eine Gesellschaft, die Lesungen und Musikveranstaltungen an historischen Orten (wie Aufenthaltsorten großer Literaten und Komponisten) veranstaltete.
Er schrieb eine Biographie von Iwan dem Schrecklichen und einen Bildband über erotische Kunst. Bekannt wurde er durch sein Mozart-Buch, in dem er die These vertritt, Mozart sei ermordet worden, allerdings nicht von Antonio Salieri, sondern vom Ehemann einer Schülerin von Mozart (Maria Magdalena Hofdemel), mit der er ein Verhältnis gehabt habe. Hofdemel schnitt sich, nachdem er auch versucht hatte, seine Frau zu töten, einen Tag nach Mozarts Tod die Kehle durch. Die Hinweise auf die Täterschaft (Carr vermutet eine Vergiftung von Mozart) wurden nach Carr systematisch vertuscht. Dabei untersuchte Carr auch detailliert die Umstände von Mozarts Tod. Das Buch erschien im selben Jahr wie der Film Amadeus von Miloš Forman, der dem Thema seinerzeit große Aufmerksamkeit sicherte.
Seit den 1960er Jahren ist er auch in der William-Shakespeare-Urheberschafts-Debatte aktiv. Er gründete 1975 das William Shakespeare Authorship Information Centre und gab ein vierzehntägliches News-Bulletin „Who was Shakespeare?“ heraus. Carr selbst zählt in der Autorschaftsdebatte zu den Baconianern und bezweifelt außerdem die Autorschaft von Cervantes an  Don Quijote. Nach Carr haben Don Quijote und Shakespeares Dramen denselben Autor (Francis Bacon).

## Schriften
- Mozart und Constanze, reclam 2001, ISBN 3150082803 (zuerst John Murray, London, 1983)
- Iwan der Schreckliche, Heyne 1990, (englisches Original: Ivan the Terrible, Barnes and Noble 1981)
- European Erotic Art, London, Luxor Press 1972
- Who wrote Don Quixote?, Xlibris 2004